# Radamel Falcao
Radamel Falcao García Zárate, sokszor csak Radamel Falcao (Santa Marta, 1986. február 10. –) kolumbiai válogatott labdarúgó, posztját tekintve csatár, a Millonarios játékosa. Beceneve El Tigre, azaz a Tigris.
Falcao a kolumbiai Lanceros Boyacá csapatában kezdte pályafutását, majd az argentin River Plate-hez igazolt, akikkel megnyerte a 2007-08-as Clausurát. A következő évben csatlakozott az FC Portóhoz, a Sárkányokkal pedig kétszeres portugál bajnok lett, valamint elhódította az Európa liga 2010–2011-es kiírásának trófeáját, valamint ő lett a sorozat gólkirálya is. 17 góljával rekordot állított fel az egy idényben szerzett gólok tekintetében az Európa-ligában és ő lett a portugál csapat legeredményesebb játékosa a nemzetközi kupaporondon. Ő lett az első kolumbiai játékos aki elnyerte a portugál bajnokság gólkirályi címét.
2011-ben 40.000.000 euróért szerződött a spanyol Atletico Madridhoz és a kisebbik madridi csapattal is megnyerte a második számú európai kupát. Ő az egyetlen játékos a futballtörténelemben aki egymást követő két évben, két különböző csapattal is csúcsra ért az Európa-ligában. Ezúttal is a sorozat gólkirályaként fejezte be az évet, majd sikerült megnyerniük az UEFA-szuperkupát is.
2013 májusában az AS Monaco klubrekordot jelentő 60.000.000 eurót fizetett a játékjogáért, azonban egy súlyos sérülés miatt jó néhány hónapot, és a 2014-es világbajnokságot is ki kellett hagynia. A következő két szezonban kölcsönben megfordult a Manchester Unitedben és a Chelseaben is.
Falcao 2007-ben mutatkozott be hazája válogatottjában, azóta 91 mérkőzésen lőtt 35 góljával ő a kolumbiai válogatott gólrekordere. Részt vett a 2011-es és a 2015-ös Copa Américán is.

## Pályafutása

### Klubcsapatokban

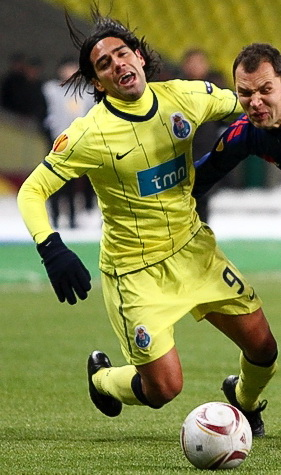
Falcao az FC Portóban 2011-ben

#### Lanceros Boyacá
Falcao a Lanceros Boyacá színeiben kezdett el futballozni, első profi mérkőzésén 1999. augusztus 28-án lépett pályára, mindössze 13 évesen és 199 naposan a kolumbiai másodosztályban. Ezzel ő lett a kolumbiai labdarúgás legfiatalabb debütánsa ezen a szinten. Falcao abban az évben még hét mérkőzésen kapott lehetőséget Hernán Pacheco edzőtől. 2000. július 25-én góllal járult hozzá a Club El Condor 2-0-s legyőzéséhez, ezzel csapata megmenekült a kieséstől. Az itt töltött két év alatt nyolc mérkőzésen két gólt szerzett.

#### River Plate
2001 februárjában 500 ezer dollárért cserébe igazolt az argentin River Platéhez. Itt először éveken át az ifjúsági ligában, az argentin nyolcadik ligában szerepelt, az első csapatban 2005. március 6-án mutatkozott be a Clausurában az Instituto Atlético Central Córdoba csapat ellen.
A 2005-ös Aperturában már rendszeresen játszott, a hátralevő időszakban hét találkozón hétszer volt eredményes, duplázott a Lanús és az Independiente és a San Lorenzo ellen is. Reinaldo Merlo vezetőedzőtől hét bajnokin kapott lehetőséget, ezeken nyolc gólt szerzett. Novemberben megsérült, hat hónapos kihagyás után csak a következő évben tért vissza a pályára. A 2006-os Aperturában tizenkét bajnokin egyszer volt eredményes. Időközben bemutatkozott a nemzetközi porondon, a Copa Sudamericánában is.
A 2007-es Clausura idején nem ment számára a játék, mindössze nyolc bajnoki kapott lehetőséget és egy Copa Libertadores mérkőzésen játszott. Szeptember 28-án megszerezte első mesterhármasát a Botafogo ellen és betalált a Boca Juniors elleni szuperrangadón is. Az AC Milan 15 millió dollárt fizetett volna érte, azonban Falcao maradt és Diego Simeone irányításával 2008-ban megnyerte a Clausurát.
A 2009-es évet nehezen kezdte a River, a bajnokságban és a nemzetközi porondon is bukdácsolt a csapat, nem úgy Falcao aki 43 góllal gólkirályi címet nyert.

#### FC Porto

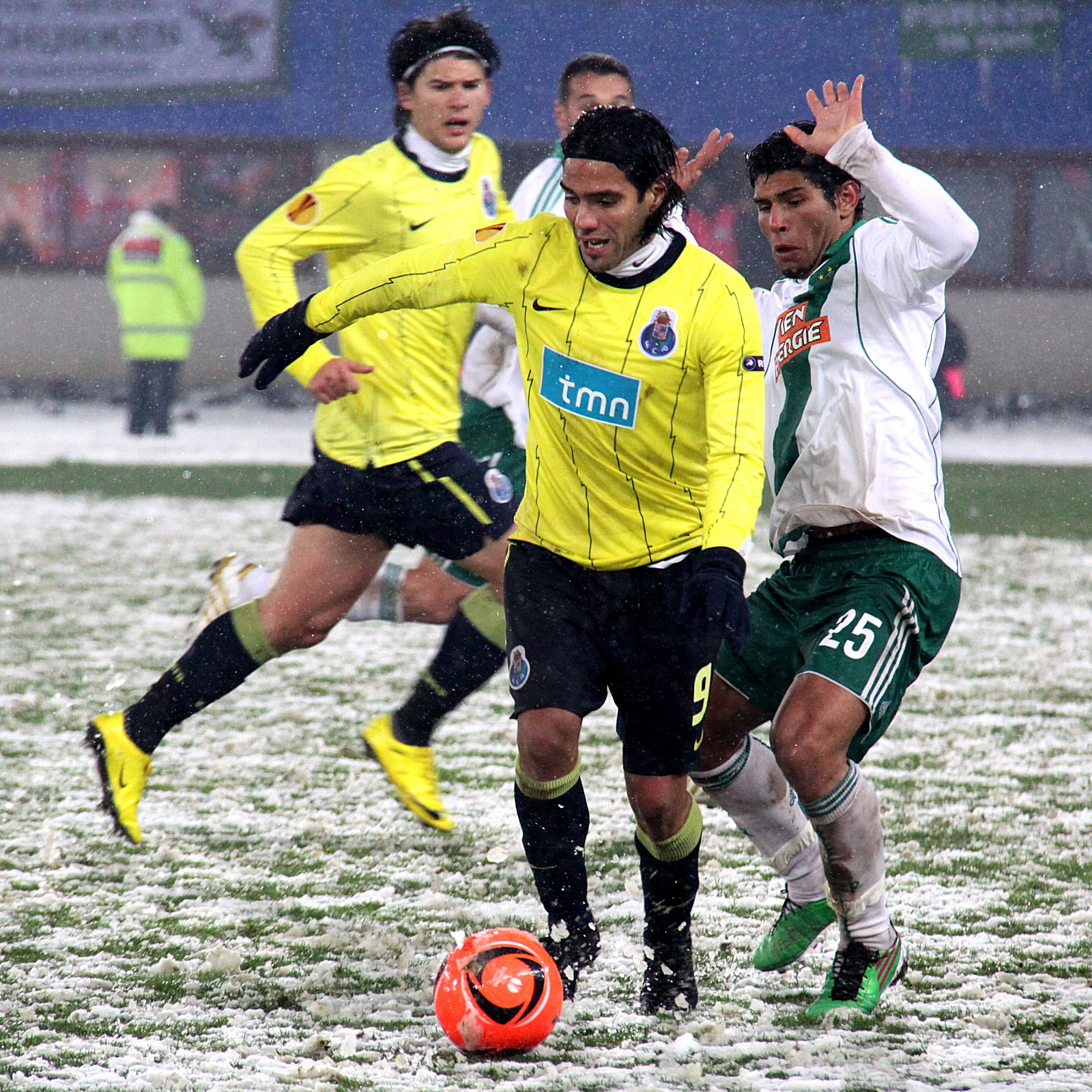
Falcao a FC Porto mezében 2010-ben

#### 2009–2010
2009. július 15-én 5 millió euróért igazolta le a portugál klub, akik a távozó Lisandro López pótlására igazolták le Falcaót. Érdekesség, hogy egy nappal korábban még a kék-fehérek ősi riválisával, az SL Benficával is tárgyalt a lehetséges szerződésről, azonban a lisszaboniak nem fizették ki a River által kért átigazolási díjat.  A bajnokság első fordulójában a Paços de Ferreira ellen góllal debütált, csapata döntetlennel kezdte az új idényt. Falcao a következő három bajnokiján is betalált, így azon kevés labdarúgó közé tartozik akik egyaránt betaláltak az első négy portugál bajnokijukon.
Szeptember 15-én bemutatkozott a Bajnokok Ligájában is a Chelsea elleni csoportmérkőzésen. Két héttel később első gólját is megszerezte a kupasorozatban, az Atlético Madrid ellen volt eredményes. December 12-én fontos gólt szerzett a rivális Sporting CP elleni 1–0-ra megnyert rangadón. Ugyancsak a Sportinggal játszottak a kupa negyeddöntőjében 2010. február 2-án, Falcao ekkor kétszer volt eredményes, továbbjutáshoz segítve csapatát. Ugyanebben a hónapban győztes gólt szerzett az Arsenal elleni BL-mérkőzésen. Összesen négy találattal zárta a kupasorozatot. Április 3-án két gólt lőtt a Maritímónak, és már húsz gólnál járt a bajnokságban. Végül 25 találattal második lett a góllövők versenyében, eggyel lemaradva a paraguayi Óscar Cardozo mögött. Az idény utolsó mérkőzésén győztes gólt lőtt a Portugál Kupa döntőjében a Grupo Desportivo Chaves ellen.
Első szezonjában bizonyította tehetségét, összesen 34 alkalommal talált az aktuális ellenfél kapujába, minden tétmérkőzést figyelembe véve.

##### 2010–11
A következő idény nagyszerűen indult a számára, gólt szerzett a Portugál Szuperkupa döntőjében, csapata pedig 2–0-s győzelmet aratott a Benfica felett. Első két bajnoki gólját augusztus 22-én a Beia-Mar elleni bajnokin rúgta, majd november 7-én két találattal járult hozzá a címvédő SL Benfica 5–0-s kiütéséhez.  December 2-án mesterhármast szerzett a Rapid Wien elleni Európa-liga találkozón, és ő lett a csoportkör gólkirálya hét góllal.
Április 7-én újabb mesterhármast szerzett, ezúttal az orosz Szpartak Moszkva ellen, csapata 5–1-re nyert, Falcao pedig már tíz találatnál járt a sorozatban. A bajnoki címet immár sikerült elhódítaniuk, majd a nemzetközi kupaporondon is  a csúcsra értek. A Villarreal CF elleni elődöntőben, majd a SC Braga elleni fináléban is Falcao volt a Porto legjobbja, utóbbi mérkőzést az ő fejes gólja döntötte el, Fredy Guarín beadásából. 
A 2010–2011-es Európa-liga sorozatban 17 góllal lett gólkirály, ezzel megdöntötte Jürgen Klinsmann korábbi 15 gólos rekordját.
Második évada során már 37 gólt jegyzett a bajnokságban, így ebben a sorozatban is ő lett a legeredményesebb játékos.
2011 júliusában új szerződése értelmében 45.000.000 €-ra nőtt a kivásárlási ára, míg fizetése heti 6.585.150 euróra növekedett.

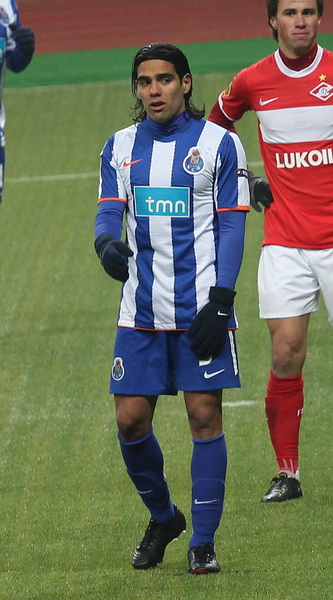
Falcao az FC Porto-ban 2011-ben

| „              | Falcao nagyszerű játékos, ebben az idényben mindent megnyert ahol játszott és rengeteg gólt lőtt. Egyszer szeretnék vele együtt játszani. Ma ő a kolumbiai futball nagykövete. | ” |
| – Lionel Messi | |   |

#### Atletico Madrid

##### 2011–2012
Miután 2011 nyarán két meghatározó támadóját is eladta az Atlético (Sergio Agüero a Manchester Citybe, Forlán az Interbe igazolt), új csatárt kellett szerezniük. A választás Falcaóra esett, 47 millió eurót fizettek érte a Portónak, 5 évre írt alá. Ezzel ő lett a madridi klub legdrágábban igazolt játékosa. Új csapatában, ahol ismét Diego Simeonéval dolgozhatott együtt, szeptember 10-én mutatkozott be a Valencia ellen 1–0-ra elveszített bajnokin. November 3-án az Udinese Calcio elleni Európa-liga találkozón megszerezte első gólját is a matracosok mezében. 2012. január 21-én a Real Sociedadnak mesterhármast lőtt, február 16-án pedig duplázott a Lazio elleni nemzetközi kupamérkőzésen. Az Európa-liga következő körében a török Beşiktaş ellen is góllal vette ki a részét a továbbjutásból. Április 11-én a rivális Real Madrid ellen először lépett pályára a két csapat rangadóján, de gólja kevésnek bizonyult a 4–1-re győző Real ellen, akiknek színeiben Cristiano Ronaldo mesterhármast szerzett. A Valencia ellen az Európa-liga elődöntőben duplázott, csapata pedig bejutott a sorozat döntőjébe.
A 2011–12-es bajnokságban hozta azt amit elvártak tőle, 34 meccsen 24-szer talált hálóba. Az Európa-liga sorozatban szintén sokat hozzátett a csapata kupagyőzelméhez, 12 gólt lőtt, az Athletic Bilbao elleni döntőn kétszer talált kapuba, a harmadik találatot pedig Diego szerezte. Ő lett az első játékos, aki egymást követő két évben két különböző klubbal nyerte meg a sorozatot.
| „               | Falcao egy fantasztikus játékos, kiváló ember, öröm nézni, hogy ennyire jól megy neki az Atléticóban. | ” |
| – José Mourinho | |   |

##### 2012–2013
A 2012–13-as szezon is remekül kezdődött számára. A 2. és 9. forduló közt minden meccsen betalált, összesen tízszer.
A 10. és 14. forduló közti öt mérkőzésen egyszer talált csupán be, a Sevilla elleni 4–0-s siker alkalmával.
A 15. fordulóban a Deportivo elleni 6–0-s győzelem alkalmával öt gólt lőtt, melyet Spanyolországban Fernando Morientes óta nem sikerült másnak elérnie. Az egy héttel utána következő, Barcelona elleni bajnokin idegenben vezetést szerzett, de csapata végül 4–1-re kikapott.
2013-ban első bajnoki gólját a Real Zaragoza elleni, január 13-án rendezett mérkőzésen érte el, melyet 2–0-ra nyertek meg, ezt követően egymás után három bajnoki mérkőzésen is gólt szerzett.

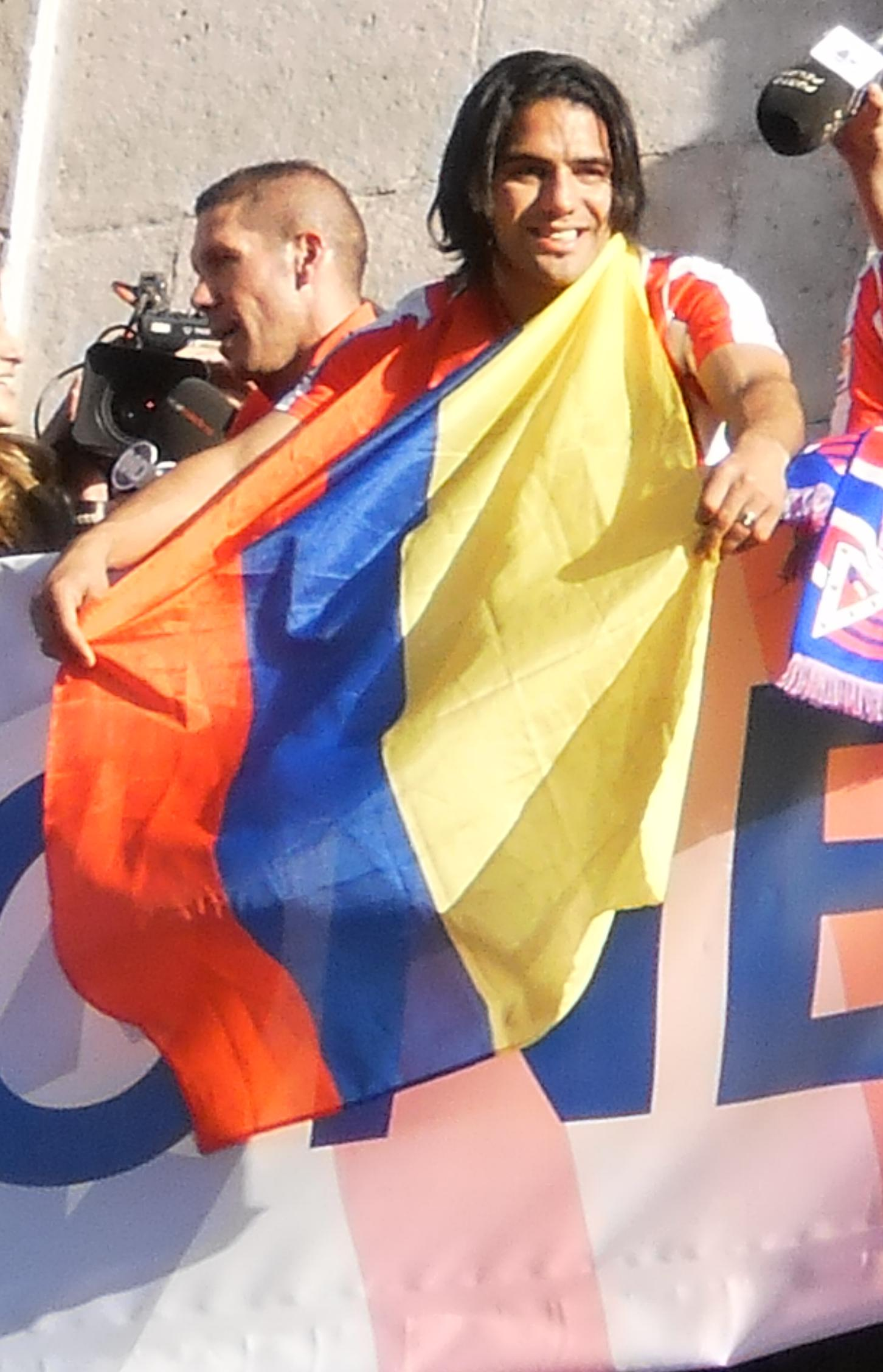
Falcao a győzelmet ünnepli a 2011–12-es Európa-liga győzelem után

A 2012–13-as szezont három trófeával zárta csapatával együtt. Az Európa-liga mellett – melynek ismét gólkirálya lett 12 góllal – az UEFA-szuperkupát, és a Copa del Reyt is megnyerték. Az előbbi döntőjében a Chelsea ellen mesterhármast szerzett. Az idény végén a AS Monacóhoz igazolt.

#### Monaco

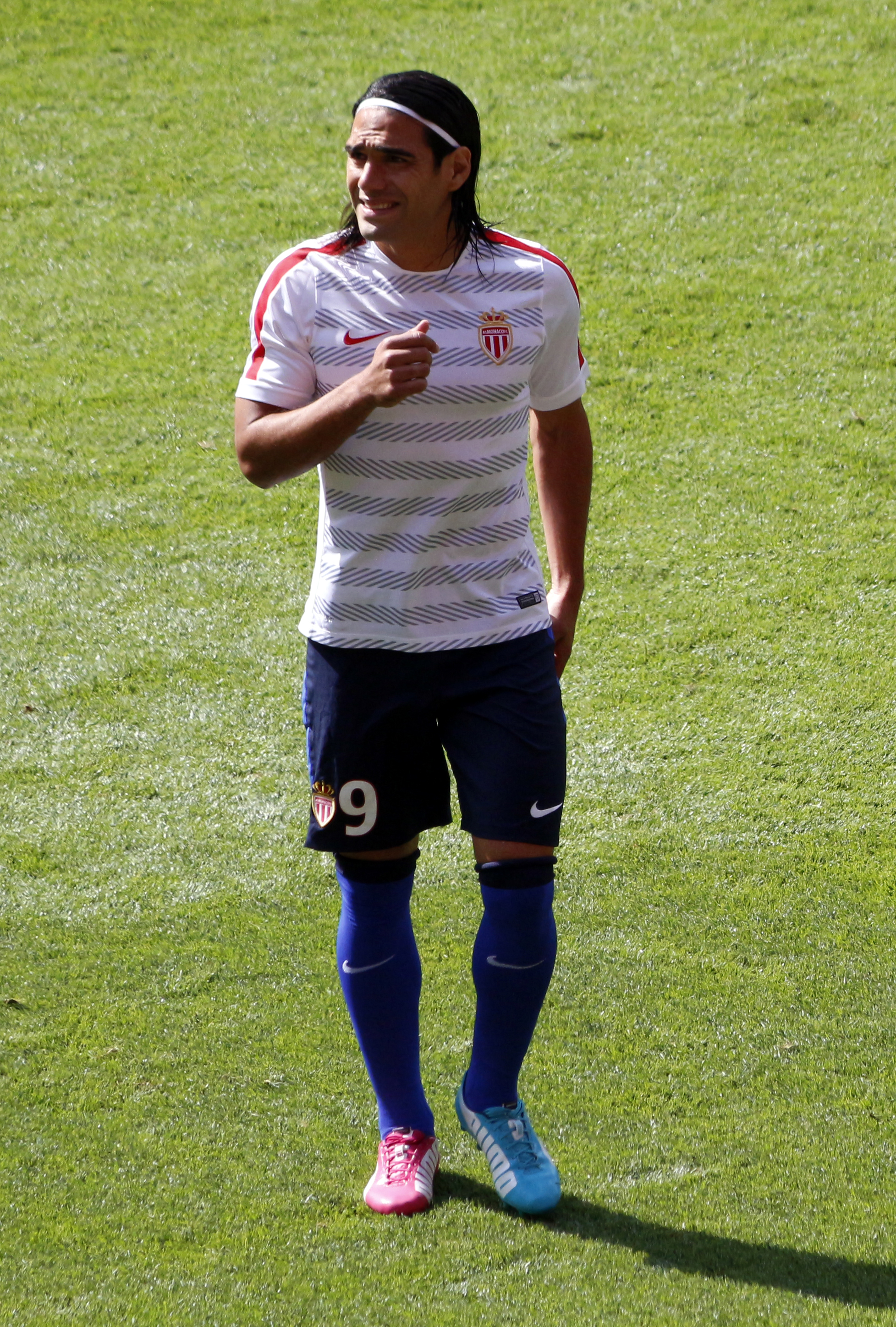
Falcao mérkőzés előtt a AS Monacoban 2014-ben

2013. május 31-én jelentette be a Monaco, hogy 5 évre szerződteti, mintegy 60 millió euróért, ami további 18 millió bónusszal nőhet bizonyos feltételek teljesülésével. Falcao  ötéves  szerződést írt alá. Szerződtetésekor úgy nyilatkozott, hogy döntését nagyban befolyásolta, hogy Thierry Henry nyomdokaiba léphetett.

##### 2013–2014
A Ligue 1-ben a Bordeaux ellen debütált, és a 88. percben gólt szerzett. Győztes gólt szerzett többek közt a Montpellier, a Lyon, és a Lorient ellen, de fontos találatot jegyzett a Olympique Marseille, és az Evian ellen is. November 27-én azonban súlyos sérülést szenvedett, ami miatt a 2014-es brazíliai világbajnokságot is ki kellett hagynia.

#### 2014–2015
2014 júliusában megkezdhette a teljes értékű edzésmunkát, és mint egy hat hónapos kihagyás után a Emirates-kupán tért vissza. A Valencia elleni találkozón a 72. percben váltotta Dimitar Berbatovot. Másnap egy órát játszott az Arsenal ellen és ő szerezte a találkozó egyetlen gólját.
2014. augusztus 10-én lépett pályára először bajnokin sérülése után, Lucas Ocampos cseréjeként állt be az 59. percben, majd büntetőből gólt szerzett. Győztes gólt szerzett a Nantes ellen, két héttel később azonban már távozásáról pletykáltak mikor a Lille elleni bajnokit csak Vagyim Vasiljev tulajdonos mellől nézte végig.

#### Manchester United

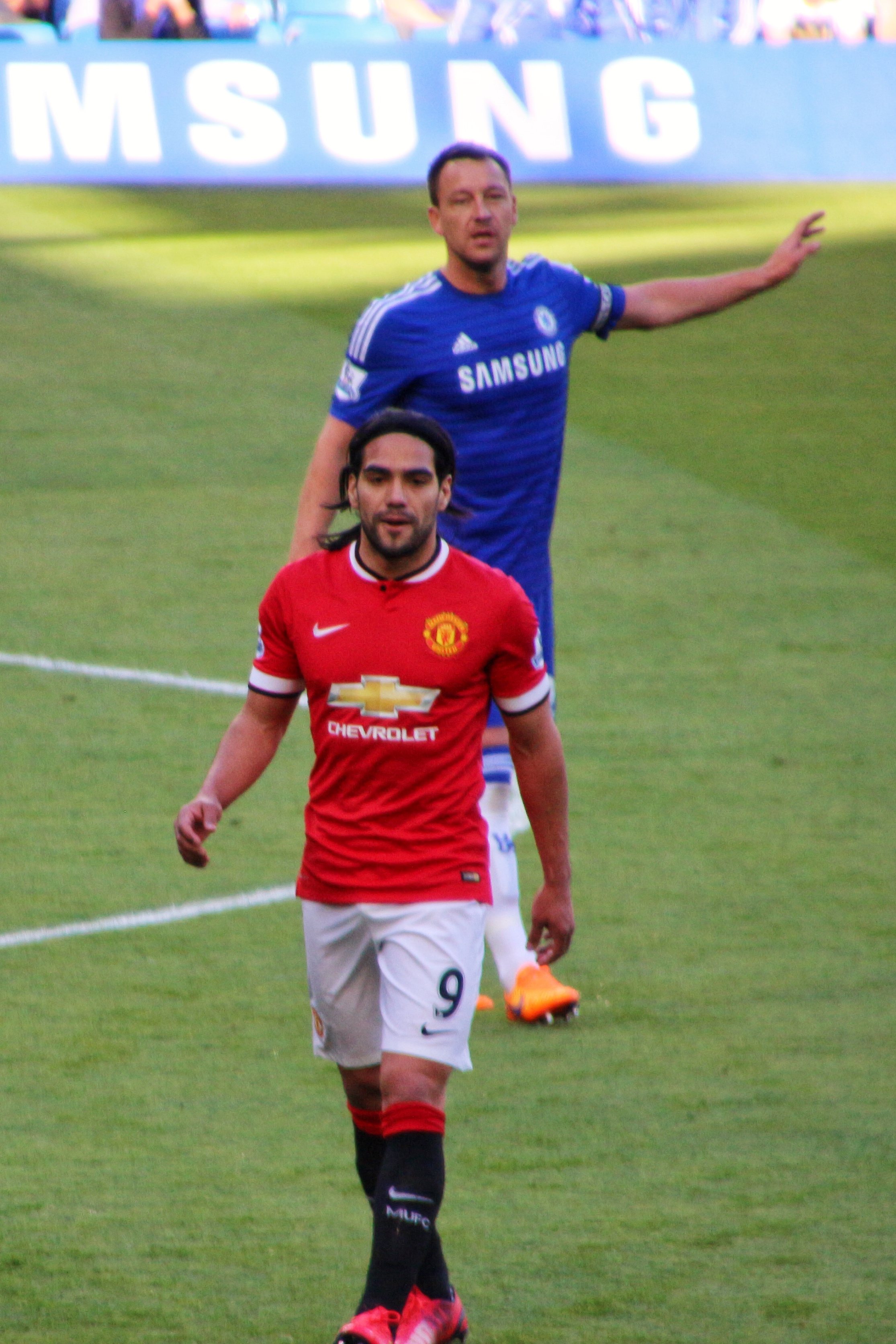
Falcao a Manchester Unitedben 2015-ben

A 2014–15-ös szezont a Manchester Unitedben töltötte kölcsönben, miután 2014. szeptember 1-jén aláírta szerződését a manchesteri klubhoz, aminek értelmében az idény végén 43 millió fontért végleg csapatot válthat. The deal saw him earn £265,000-a-week at the club. Érdekesség, hogy a Manchester City az utolsó pillanatokban állt el az üzlettől, miután sokallták a kivásárlási árat. Érkezését másnap jelentették be hivatalosan, Falcao pedig úgy nyilatkozott, hogy több évre érkezett és a klub legendájává szeretne válni.
Szeptember 14-én debütált az Old Traffordon, az utolsó 23 percre állt be csereként. A klub szurkolói biztató tapssal és nevének skandálásával fogadták. Első gólját október 5-én az Everton ellen szerezte. December 20-án először volt kezdő, és gólt is szerzett az Aston Villa ellen, hat nap múlva pedig gólpasszt adott Wayne Rooneynak a Newcastle United elleni 1–1-es döntetlen alkalmával. Jövője kétségessé vált mikor menedzsere, Jorge Mendes kijelentette, hogy a következő szezont egy másik, a világ legnagyobb klubjában kezdi meg.
2014. március 10-én pályára lépett a Tottenham ellen, azonban pár nap múlva Louis van Gaal a tartalékok közé száműzte, amiért több egykori labdarúgó is kritizálta a csapat menedzserét, mondván tiszteletlenül bánt a kolumbiaival. Az idény során 26 bajnoki találkozón négy gólt szerzett.

#### Chelsea

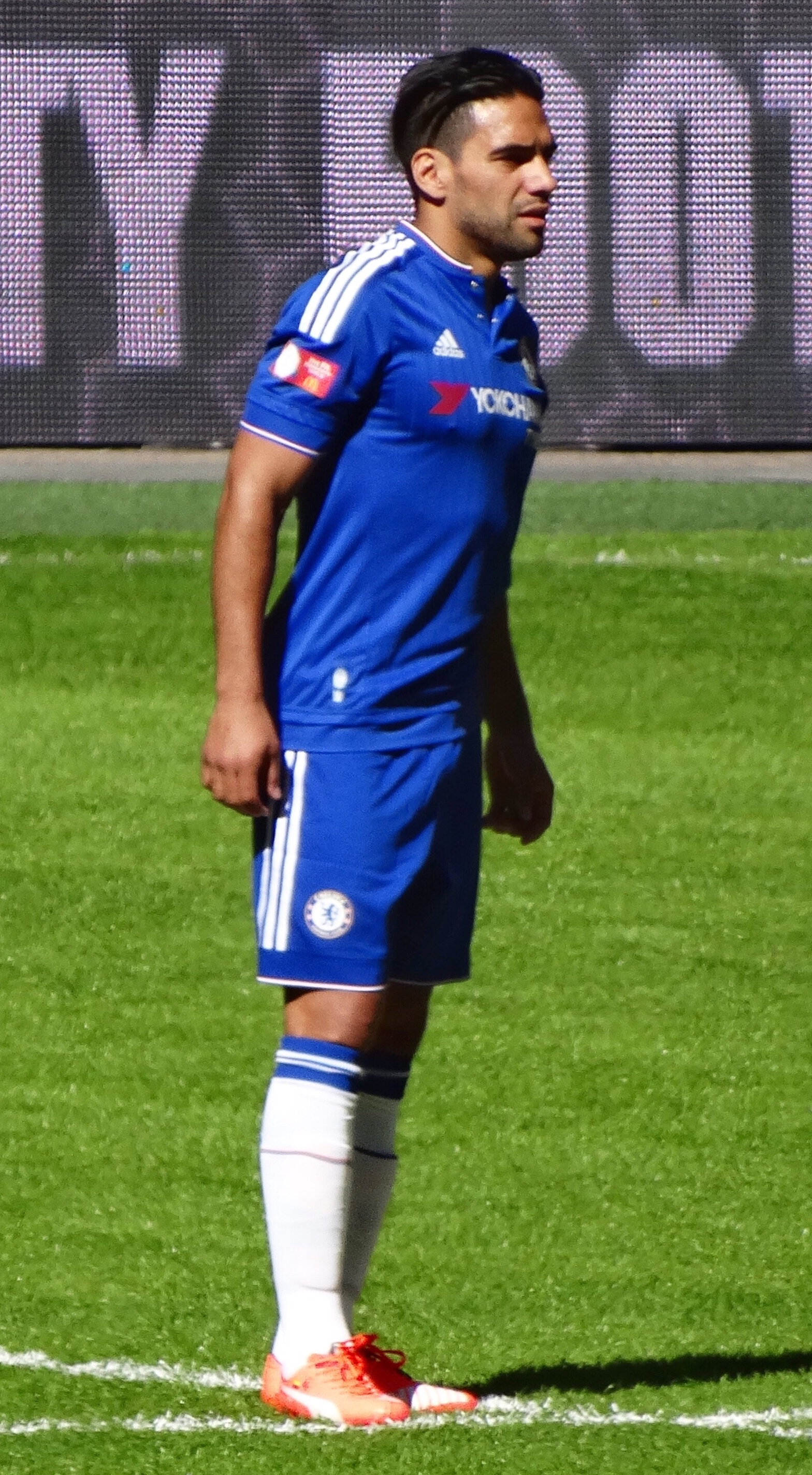
Falcao a Chelsea mezében az Arsenal elleni bajnokin 2015-ben

2015. július 3-án a Chelsea vette kölcsön Falcaót, azzal a kitétellel, hogy az idény végén végleg megvásárolhatja 38 millió fontért. Az üzlet részeként került Mario Pašalić a hercegségbeli klubhoz,
míg Juan Cuadrado személyében honfitársa is akadt a londoni öltözőben. Az Arsenal elleni Community Shield-mérkőzésen debütált, Loïc Rémy helyett állt be a félidőben, ennek ellenére a Chelsea 1–0-ra elvesztette a döntőt. Augusztus 29-én szerezte első gólját a Crystal palace ellen.
Mindössze 9 bajnokinál, és egy gólnál járt mikor az egyik edzésen súlyos sérülést szenvedett, és az idény hátralevő részét ki kellett hagynia. Az idény végén visszatért az AS Monacohoz.

#### Újra Monaco

##### 2016–17 szezon
A szezon elején sérülés miatt egy hónapot ki kellett hagynia, első gólját a 10. fordulóban szerezte a bajnokságban a Montpellier 6–2-es legyőzése alkalmával büntetőből.
2016. november 5-én a Nancy elleni bajnokin kétszer talált a hálóba, csapata 6–0-s győzelmet aratott. Három nappal korábban a Bajnokok Ligája csoportkörében mesterhármast szerzett az orosz CSZKA Moszkva ellen. December 10-én a bajnokságban is meglőtte az első monacói mesterhármasát a Bordeaux elleni 4–0-s siker alkalmával. Ezzel a szezonbeli első 15 tétmérkőzésén 14 gól állt a neve mellett, ebből 10-et szerzett a Ligue 1-ben, mindössze 579 percnyi játékidő alatt, ami 58 percenkénti gólátlagot jelentett. A Francia Ligakupa elődöntőjében az ő góljával jutott be a csapata a döntőbe, miután kiejtette a Nancyt. Február 4-én két góllal járult hozzá a Nice elleni 3–0-s győzelemhez. A következő fordulóban, február 11-én a Metz ellen ismét duplázott, a Monaco pedig 5–0-ra megnyerte a mérkőzést.
A Bajnokok Ligája nyolcaddöntőjének első mérkőzésén az Etihad Stadionban mérkőztek a Manchester City-vel február 21-én. A hazaiak 5–3-ra győztek, Falcao kétszer is eredményes volt és kihagyott egy tizenegyest.
A negyeddöntő második mérkőzésén is betalált, a Monaco 3–1-re győzött hazai pályán a német Borussia Dortmund ellen és 2004 óta először bejutott az elődöntőbe. Ott az olasz Juventus következett, akik kettős győzelemmel búcsúztatták Falcaóékat és jutottak a döntőbe. A bajnokságban a Monaco nagyszerű teljesítményt nyújtva állt a tabella élén és 2017. május 17-én a Saint-Étienne elleni sikerrel bebiztosították a klub történetének nyolcadik bajnoki címét. Falcao az összes tétmérkőzést figyelembe véve 30 gólt szerzett és adott hat gólpasszt. A szezon végén 2020 nyaráig meghosszabbította szerződését.

#### Galatasaray
2019. szeptember 2-án a török bajnok Galatasaray szerződtette, miután lejárt a szerződése a Monacónál. A kolumbiai csatár hároméves szerződést írt alá új klubjához. Az ezt megelőző napon mintegy 25 000 rajongó fogadta őt az Atatürk nemzetközi repülőtéren. Szeptember 13-án, a Kasimpasa elleni 1–0-s hazi győztes bajnokin mutatkozott be az isztambuli csapatban, és ő szerezte együttese gólját. December 17-én a Tuzlaspor elleni Török Kupa-mérkőzésen is eredményes volt, csapata pedig továbbjutott, annak ellenére, hogy az odavágón kétgólos vereséget szenvedett. December 28-án, az Antalyaspor elleni 5–0-s győzelem során ismét eredményes volt. Az új évben március 1-jén, a Gençlerbirliği elleni 3–0-s győzelem alkalmával szerezte első találatát. Első idényében összesen 22 tétmérkőzést játszott a Bajnokok Ligájában is résztvevő klub színeiben és 11 gólt szerzett.
A 2020–2021-es szezonban egy séróülés miatt 17 tétmérkőzésen tudott csapata segítségére lenni, ezeken pedig kilenc alkalommal volt eredményes. Április 11-én a Galatasaray egyik edzésén ütközött csapattársával, Kerem Aktürkoğluvel, aminek következtében arccsonttörést szenvedett. Az edzéseket két héttel később, speciális arcvédő maszkban kezdhette meg.
A csapatnál töltött első két szezonja során összesen 49 tétmérkőzést volt kénytelen kihagyni különböző sérülések miatt.
2021. szeptember 1-jén a Galatasaray és Falcao közös nyilatkozatban jelentette be, hogy a klub felbontotta a csatár szerződését. A kolumbiai játékos Isztambulban töltött idejére főként a sérülések nyomták rá a bélyegüket. Mindent egybevetve összesen 74 alkalommal lépett pályára a Süper Ligben, csapata ez idő alatt lejátszott 98 tétmérkőzéséből ötvenötöt kihagyott.

#### Rayo Vallecano
2021. szeptember 1-jén az is hivatalossá vált, hogy Falcao nyolc év után visszatér a spanyol élvonalba, ahol a Rayo Vallecanóhoz írt alá.

### A válogatottban

#### Utánpótlás válogatottakban
Falcao a kolumbiai U17-es válogatott tagjaként részt vett a 2001-es dél-amerikai utánpótlás tornán, ahol négy mérkőzésen lépett pályára és egy gólt lőtt, Bolívia ellen. Az U20-as korosztályban először a Simón Bolívar emlékére rendezett tornán játszott 2003-ban. Részt vett a 2004-es Touloni Ifjúsági Tornán ahol egy gólt szerzett. 2005-ben szerepelt az U20-as dél amerikai tornán és a FIFA World Youth Championshipen is, a két eseményen három gólt ért el.

#### 2011-es Copa América
A 2011-es Copa Américát Argentínában rendezték. Falcao betalált Costa Rica és Bolívia ellen is, Kolumbia pedig csoportelsőként jutott tovább. A Peru elleni negyeddöntőben büntetőt hibázott, csapata pedig kiesett.

#### 2014-es világbajnokság

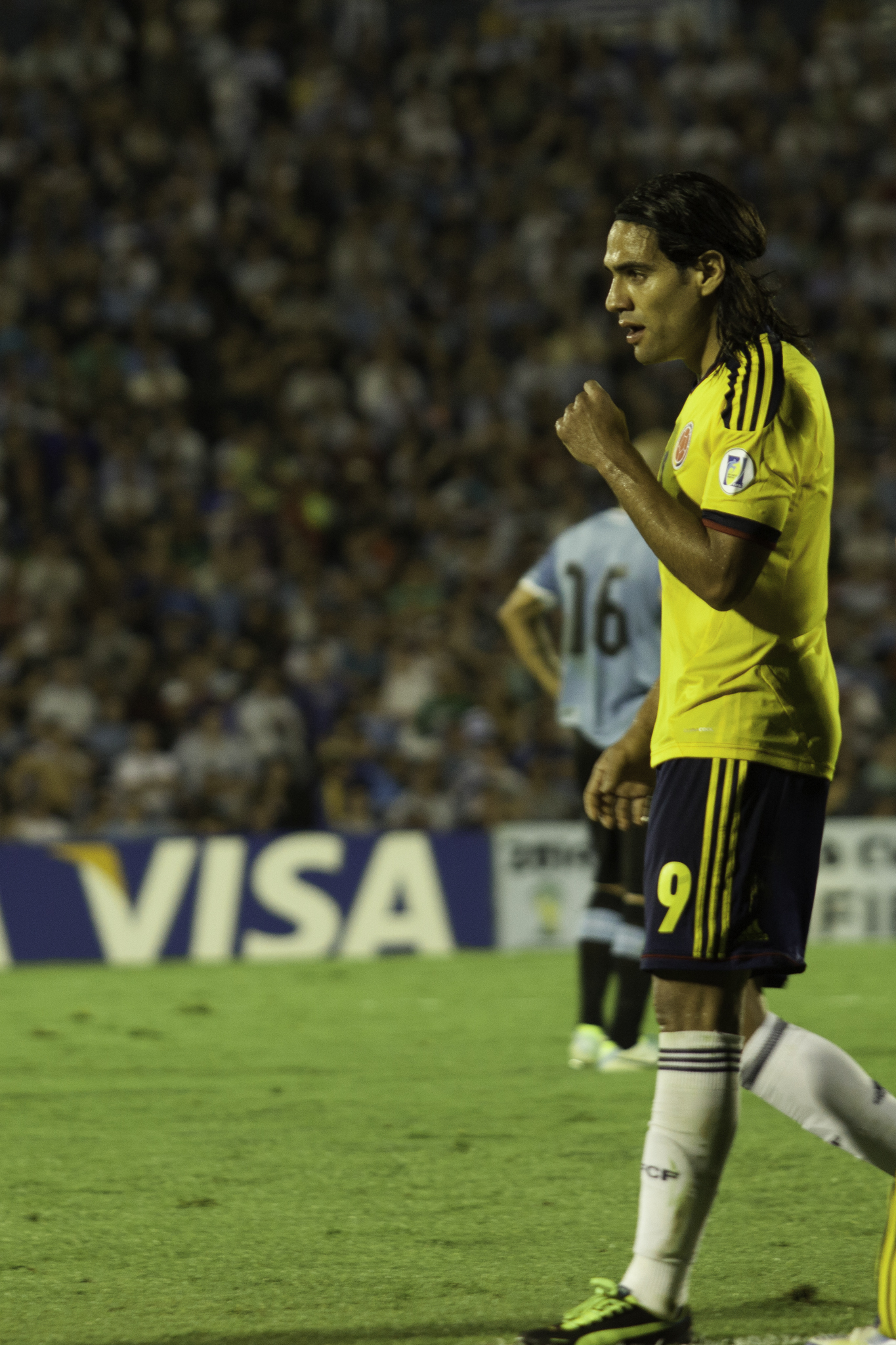
Falcao Kolumbia mezében 2013-ban

A 2014-es világbajnoki selejtezők alatt is csapata legeredményesebb játékosa volt, 9 góllal a selejtezősorozat gólkirálya lett. A brazíliai tornát súlyos sérülés miatt ki kellett hagynia, a kolumbiai válogatott a negyeddöntőben búcsúzott a házigazda ellen.

#### 2015-ös Copa América
A 2015-ös chilei Copa Americán a világbajnoki negyeddöntős Kolumbia, többek közt Falcaoval, James Rodríguezzel, Jackson Martínezzel a soraiban már a negyeddöntőben kiesett, miután június 26-án kikaptak Argentínától. A következő évben megrendezett, centenáriumi Copát sérülése és rossz formája miatt hagyta ki, miután a bő keretbe sem került be.
2007-ben szerepelt először Kolumbia válogatottjában, eddigi 64 meccsén 26 gólt lőtt, amivel a válogatott történetének legeredményesebb góllövője.

## Magánélete

Falcao aláírása

Édesapja, Radamel García is profi labdarúgó volt, Kolumbiában és Venezuelában játszott, utóbbi országban élt  ötéves  koráig Falcao is. Ebben az időszakban kipróbálta a baseballt.
Keresztnevét a nyolcvanas évek legendás játékosa, Paulo Roberto Falcão után kapta, apja iránti tiszteletből pedig szívesen használja középső nevét az interjúkban. Felesége Lorelei Taron argentin énekes, első gyermekük, Dominique García Taron 2013. augusztus 13-án, míg második lányuk, Desirée García Taron 2015 februárjában született. Falcao keresztény vallású.

## Sikerei, díjai
River Plate
- Argentin bajnok, Clausura: 2007–07

FC Porto
- Portugál bajnok: 2010–11
- Portugál kupagyőztes: 2009–10, 2010–11
- Portugál szuperkupa-győztes: 2010, 2011
- Európa-liga-győztes: 2010–11

Atletico Madrid
- Európa-liga-győztes: 2011–12
- Copa del Rey: 2012–13
- UEFA-szuperkupa: 2012

AS Monaco
- League 1: 2016–17

Kolumbia
- Dél-amerikai U20-as labdarúgó-bajnokság: 2005[108]

Egyéni
- Az év csapatának tagja Dél-Amerikában: 2007[109]
- A Portugál bajnokság gólkirálya: 2010-11[110]
- Az Európa-liga gólkirálya: 2010-11 (17 gól), 2011-12 (12 gól)
- Az Európa-liga döntőjének legjobb játékosa: 2011, 2012[111]
- Az UEFA-szuperkupa legjobb játékosa: 2012
- FIFA FIFPro Év Csapata: 2012[112]
- Globe Soccer Awards: 2012[113]

Rekordjai
- Kolumbia gólrekordere (25 gól)[114]
- A legtöbb gól egy Európa-liga sorozatban (17 gól)[115]
- Az egyetlen játékos aki két egymást követő évben két különböző csapattal nyerte meg az Európa-ligát
- Az UEFA-szuperkupa gólkirálya (3 gól, megosztva Arie Haannal, Oleg Blokinnal, Gerd Müllerrel, Rob Rensenbrinkkel, François Van der Elsttel, Terry McDermottal, és Lionel Messivel)[116]

## Statisztika

### Klubcsapatokban
2024. szeptember 20. szerint
| Klub                           | Szezon           | Bajnokság           | Bajnokság | Bajnokság | Kupa  | Kupa  | Ligakupa | Ligakupa | Nemzetközi | Nemzetközi | Egyéb | Egyéb | Összes | Összes |
| Klub                           | Szezon           | Liga                | Mérk.     | Gólok     | Mérk. | Gólok | Mérk.    | Gólok    | Mérk.      | Gólok      | Mérk. | Gólok | Mérk.  | Gólok  |
| ------------------------------ | ---------------- | ------------------- | --------- | --------- | ----- | ----- | -------- | -------- | ---------- | ---------- | ----- | ----- | ------ | ------ |
| Lanceros Boyacá                | 1999             | Categoría Primera B | 1         | 0         | —     | —     | —        | —        | 0          | 0          | —     | —     | 1      | 0      |
| Lanceros Boyacá                | 2000             | Categoría Primera B | 10        | 2         | —     | —     | —        | —        | 0          | 0          | 0     | 0     | 10     | 2      |
| Lanceros Boyacá                | Összesen         | Összesen            | 11        | 2         | —     | —     | —        | —        | 0          | 0          | 0     | 0     | 11     | 2      |
| River Plate                    | 2004–05          | Primera División    | 4         | 0         | —     | —     | —        | —        | 0          | 0          | —     | —     | 4      | 0      |
| River Plate                    | 2005–06          | Primera División    | 7         | 7         | —     | —     | —        | —        | 0          | 0          | —     | —     | 7      | 7      |
| River Plate                    | 2006–07          | Primera División    | 20        | 3         | —     | —     | —        | —        | 3          | 0          | —     | —     | 23     | 3      |
| River Plate                    | 2007–08          | Primera División    | 27        | 11        | —     | —     | —        | —        | 12         | 8          | —     | —     | 39     | 19     |
| River Plate                    | 2008–09          | Primera División    | 32        | 13        | —     | —     | —        | —        | 6          | 3          | —     | —     | 38     | 16     |
| River Plate                    | Összesen         | Összesen            | 90        | 34        | —     | —     | —        | —        | 21         | 11         | —     | —     | 111    | 45     |
| Porto                          | 2009–10          | Primeira Liga       | 28        | 25        | 5     | 5     | 2        | 0        | 8          | 4          | 0     | 0     | 43     | 34     |
| Porto                          | 2010–11          | Primeira Liga       | 22        | 16        | 3     | 3     | 0        | 0        | 16         | 18         | 1     | 1     | 42     | 38     |
| Porto                          | 2011–12          | Primeira Liga       | 1         | 0         | 0     | 0     | 0        | 0        | 0          | 0          | 1     | 0     | 2      | 0      |
| Porto                          | Összesen         | Összesen            | 51        | 41        | 8     | 8     | 2        | 0        | 24         | 22         | 2     | 1     | 87     | 72     |
| Atlético Madrid                | 2011–12          | La Liga             | 34        | 24        | 1     | 0     | —        | —        | 15         | 12         | —     | —     | 50     | 36     |
| Atlético Madrid                | 2012–13          | La Liga             | 34        | 28        | 4     | 2     | —        | —        | 2          | 1          | 1     | 3     | 41     | 34     |
| Atlético Madrid                | Összesen         | Összesen            | 68        | 52        | 5     | 2     | —        | —        | 17         | 13         | 1     | 3     | 91     | 70     |
| Monaco                         | 2013–14          | Ligue 1             | 17        | 9         | 2     | 2     | 0        | 0        | —          | —          | —     | —     | 19     | 11     |
| Monaco                         | 2014–15          | Ligue 1             | 3         | 2         | 0     | 0     | 0        | 0        | —          | —          | —     | —     | 3      | 2      |
| Monaco                         | 2016–17          | Ligue 1             | 29        | 21        | 2     | 1     | 2        | 1        | 10         | 7          | —     | —     | 43     | 30     |
| Monaco                         | 2017–18          | Ligue 1             | 26        | 18        | 1     | 0     | 3        | 3        | 5          | 3          | 1     | 0     | 36     | 24     |
| Monaco                         | 2018–19          | Ligue 1             | 33        | 15        | 1     | 1     | 0        | 0        | 5          | 0          | —     | —     | 39     | 16     |
| Monaco                         | Összesen         | Összesen            | 108       | 65        | 6     | 4     | 5        | 4        | 20         | 10         | 1     | 0     | 140    | 83     |
| Manchester United (kölcsönben) | 2014–15          | Premier League      | 26        | 4         | 3     | 0     | 0        | 0        | —          | —          | —     | —     | 29     | 4      |
| Chelsea (kölcsönben)           | 2015–16          | Premier League      | 10        | 1         | 0     | 0     | 1        | 0        | 0          | 0          | 1     | 0     | 12     | 1      |
| Galatasaray                    | 2019–20          | Süper Lig           | 16        | 10        | 3     | 1     | —        | —        | 3          | 0          | —     | —     | 22     | 11     |
| Galatasaray                    | 2020–21          | Süper Lig           | 17        | 9         | 0     | 0     | —        | —        | 1          | 0          | —     | —     | 18     | 9      |
| Galatasaray                    | 2021–22          | Süper Lig           | 1         | 0         | 0     | 0     | —        | —        | 2          | 0          | —     | —     | 3      | 0      |
| Galatasaray                    | Összesen         | Összesen            | 34        | 24        | 3     | 1     | 0        | 0        | 6          | 0          | —     | —     | 43     | 25     |
| Rayo Vallecano                 | 2021–22          | La Liga             | 22        | 6         | 3     | 0     | —        | —        | —          | —          | —     | —     | 25     | 6      |
| Rayo Vallecano                 | 2022–23          | La Liga             | 27        | 2         | 2     | 0     | —        | —        | —          | —          | —     | —     | 29     | 2      |
| Rayo Vallecano                 | 2023–24          | La Liga             | 22        | 1         | 4     | 3     | —        | —        | —          | —          | —     | —     | 26     | 4      |
| Rayo Vallecano                 | Összesen         | Összesen            | 71        | 9         | 9     | 3     | —        | —        | —          | —          | —     | —     | 80     | 12     |
| Millonarios                    | 2024             | Categoría Primera A | 5         | 1         | 0     | 0     | —        | —        | —          | —          | —     | —     | 5      | 1      |
| Karrier összesen               | Karrier összesen | Karrier összesen    | 474       | 228       | 34    | 18    | 8        | 4        | 88         | 56         | 5     | 4     | 609    | 310    |

Jegyzetek
1. ↑  Tartalmazza: Portugál Kupa, Spanyol Kupa, Francia Kupa, Angol Kupa, Török Kupa
2. ↑  Tartalmazza: Portugál Ligakupa, Francia Ligakupa, Angol Ligakupa
3. 1 2 3  Mérkőzése(i) a Copa Libertadoresben
4. 1 2 3 4 5  Mérkőzése(i) a Bajnokok Ligájában
5. 1 2 3 4  Mérkőzése(i) az Európa Ligában
6. 1 2  Mérkőzése(i) a Portugál Szuperkupában
7. ↑  Mérkőzése(i) az UEFA-szuperkupában
8. ↑  Mérkőzése(i) a Francia Szuperkupában
9. ↑  Mérkőzése(i) a Community Shieldben
10. ↑  Mérkőzése(i) a Bajnokok Ligájában: (egy mérkőzés) és az Európa Ligában (egy mérkőzés)

### A válogatottban
Frissítve: 2024. szeptember 20.
| Kolumbia | Kolumbia | Kolumbia |
| Év       | Mérk.    | Gólok    |
| -------- | -------- | -------- |
| 2007     | 8        | 2        |
| 2008     | 5        | 1        |
| 2009     | 9        | 2        |
| 2010     | 4        | 1        |
| 2011     | 8        | 4        |
| 2012     | 7        | 5        |
| 2013     | 9        | 5        |
| 2014     | 3        | 1        |
| 2015     | 9        | 4        |
| 2016     | 2        | 0        |
| 2017     | 6        | 3        |
| 2018     | 11       | 4        |
| 2019     | 8        | 2        |
| 2020     | 2        | 1        |
| 2021     | 6        | 0        |
| 2022     | 5        | 1        |
| 2023     | 2        | 0        |
| Összesen | 104      | 36       |